# Автопортрет (Вилхо Лампи)
„Автопортрет“ (на фински: Omakuva) е картина на финландския художник Вилхо Лампи от 1933 г.
Картината е нарисувана с маслени бои върху шперплат и е с размери 47 x 36,5 cm. Вилхо Лампи рисува няколко автопортрета. На този е изобразен подпрян с дясната си ръка върху маса и пуши цигара. От 1934 г. картината е част от фонда на Атенеум в Хелзинки, Финландия.

## Изложби
Картината е част от множество изложби във Финландия и чужбина.